# Grzegorz Szyrma
Grzegorz Szyrma (biał. Рыгор Раманавіч Шырма, Ryhor Ramanawicz Szyrma, ros. Григорий Романович Ширма, Grigorij Romanowicz Szyrma; pseudonimy: R. Barawy, Wuczyciel, kryptonimy: W.M., W.–cz, H.Sz., R.Sz.; ur. 8 stycznia?/20 stycznia 1892 w Szakunach, zm. 23 marca 1978 w Mińsku) – dyrygent chórowy, folklorysta, działacz społeczny i muzyczny, wydawca, publicysta, literaturoznawca, nauczyciel narodowości białoruskiej; w okresie międzywojennym działacz białoruskiej mniejszości narodowej w II Rzeczypospolitej; w latach 1955–1978 deputowany do Rady Najwyższej Białoruskiej SRR.

## Życiorys

### Młodość i działalność w II Rzeczypospolitej

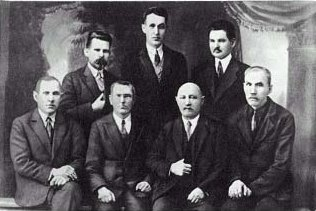
Zarząd Główny Towarzystwa Szkoły Białoruskiej; Grzegorz Szyrma drugi od lewej

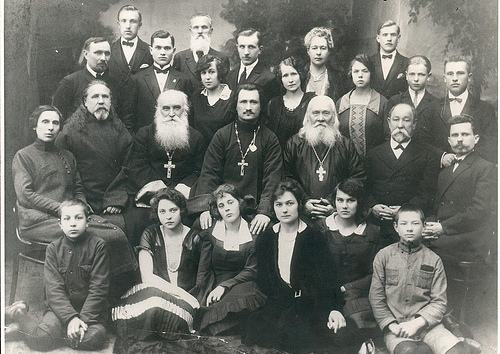
Chór Soboru Przeczystej Bogurodzicy w Wilnie, 1926 rok; Grzegorz Szyrma siedzi na skraju z prawej

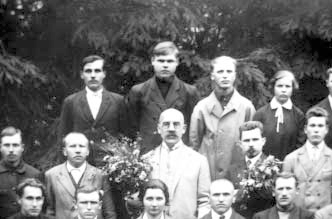
Okręgowy zjazd Towarzystwa Szkoły Białoruskiej w Grodnie, 1928 rok; Grzegorz Szyrma drugi od prawej w środkowym rzędzie

Urodził się 20 stycznia (8 stycznia st. st.) 1892 roku we wsi Szakuny, w powiecie prużańskim guberni grodzieńskiej Imperium Rosyjskiego. W latach 1911–1912 był słuchaczem dwuletnich kursów nauczycielskich w Święcianach. Od 1912 roku pracował jako nauczyciel. Pod koniec I wojny światowej został zmobilizowany do armii rosyjskiej. W 1918 roku ukończył Siedlecki Instytut Nauczycielski, który był wówczas ewakuowany w związku z działaniami wojennymi do Jarosławia. Od 1919 roku pełnił funkcję dyrektora zorganizowanej przez siebie szkoły w obwodzie woroneskim Rosji. W 1922 roku powrócił w rodzinne strony, które znajdowały się wówczas w składzie Polski. W 1924 roku organizował chór ludowy w Prużanie. W 1926 roku został nauczycielem Gimnazjum Białoruskiego w Wilnie. Był założycielem i kierownikiem zespołów chórowych, w tym chórów Gimnazjum Białoruskiego i Białoruskiego Związku Studentów w Wilnie. W późniejszym czasie został zwolniony z Gimnazjum. Angażował się w działalność kulturalno-oświatową i literacko-publicystyczną białoruskiej mniejszości narodowej w Polsce. Od 1926 do 22 stycznia 1937 roku pełnił funkcję sekretarza Zarządu Głównego Towarzystwa Szkoły Białoruskiej (TSzB). W 1930 roku został na krótko aresztowany. Towarzystwo znajdowało się pod głębokim wpływem nielegalnej w Polsce Komunistycznej Partii Zachodniej Białorusi (KPZB), w związku z czym w 1933 roku cały jego zarząd Zarząd Główny został aresztowany pod zarzutem przygotowywania „komunistycznego spisku”. W wyniku procesu sądowego w dniach 1–4 lutego Grzegorz Szyrma został jednak uniewinniony. Od tego samego roku był organizatorem, wydawcą i autorem białoruskojęzycznego drukowanego organu Towarzystwa – czasopisma „Letapis TBSz”, przemianowanego potem na „Biełaruski Letapis”. W połowie lat 30. jako jeden z pierwszych działaczy kultury poparł program Frontu Ludowego. Współpracował jako publicysta z utworzonym z inicjatywy KPZB białoruskojęzycznym czasopismem „Nasza Wola”. Publikował do 1939 roku na łamach lewicowych „Sygnałów” i dziecięcego lewicowego białoruskojęzycznego czasopisma „Snapok”. Wspierał twórczość poetów białoruskiej mniejszości narodowej, prowadził audycje dla tej mniejszości w Polskim Radiu, współpracował ze śpiewakiem Michałem Zabejdą-Sumickim. Zdaniem autorów Encykłapiedyi historyi Biełarusi podlegał prześladowaniom ze strony polskich władz.

### Działalność w Białoruskiej SRR

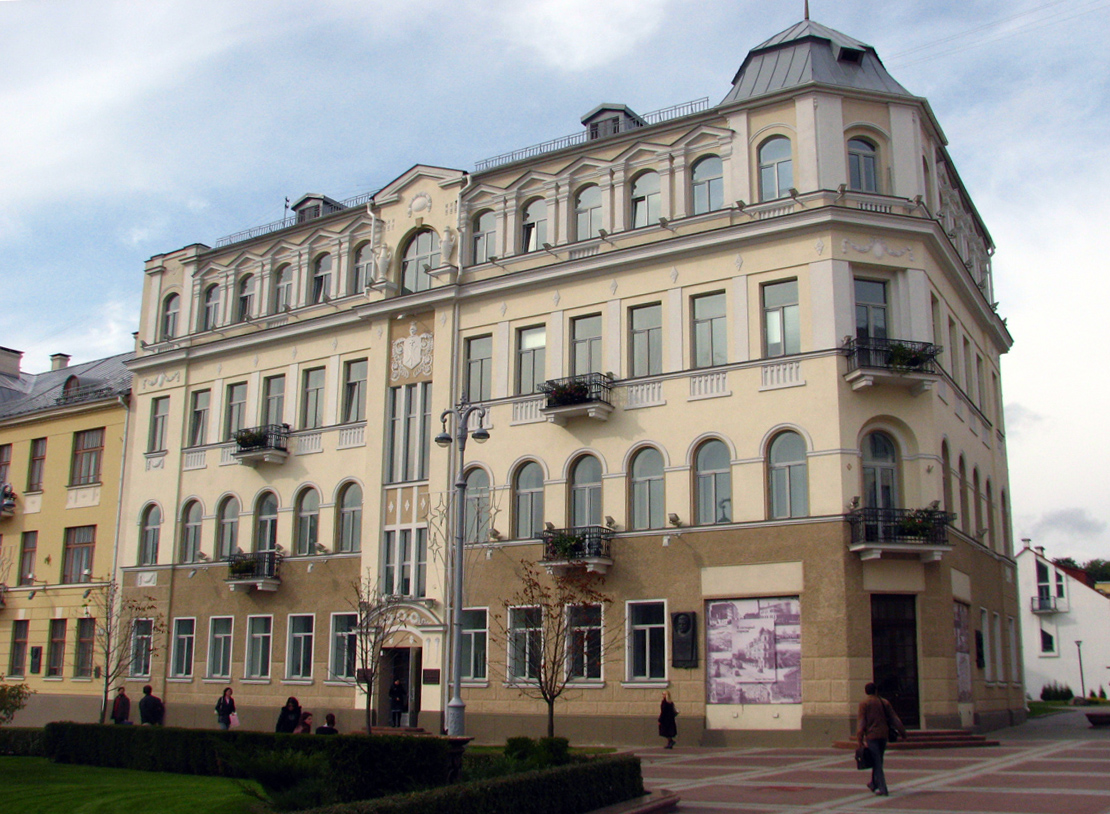
Dom na ul. Sowieckiej w Mińsku, w którym po wojnie mieszkał Grzegorz Szyrma

Po włączeniu ziem północno-wschodnich II Rzeczypospolitej w skład Białoruskiej SRR Grzegorz Szyrma przyjął postawę lojalną wobec władz radzieckich. W 1940 roku zorganizował i stanął na czele Państwowej Akademicznej Kapeli Chórowej. W 1941 roku został aresztowany przez władze radzieckie i trafił do aresztu śledczego w podziemiach siedziby NKWD na Łubiance w Moskwie. Wyszedł na wolność dzięki wstawiennictwu Jakuba Kołasa u I sekretarza Komunistycznej Partii (bolszewików) Białorusi Pantielejmona Ponomarienki. Do 1970 roku kontynuował pracę na czele Państwowej Akademicznej Kapeli Chórowej, która w 1978 roku otrzymała jego imię. W latach 1955–1978 był deputowanym do Rady Najwyższej Białoruskiej SRR IV, V, VI, VII, VIII i IX kadencji. W latach 1966–1978 pełnił funkcję przewodniczącego władz Związku Kompozytorów Białoruskiej SRR i sekretarza władz Związku Kompozytorów ZSRR. Zmarł 23 marca 1978 roku w Mińsku. Pochowany jest na cmentarzu Wschodnim w tym mieście.

## Działalność wydawnicza
W okresie II Rzeczypospolitej Grzegorz Szyrma zajmował się wydawaniem twórczości poetów białoruskiej mniejszości narodowej w Polsce. Wydał dwa zbiory wierszy Michała Kaściewicza: Szum barawy w 1929 roku i Z sialanskich niu w 1937 roku, a także zbiór Na etapach Eugeniusza Skurki w 1936 roku. Wydał również zbiory dla szkolnych i samodzielnych chórów: Biełaruskija narodnyja pieśni w 1929 roku i Nasza pieśnia w 1938 roku. W 1933 roku razem z F. Stackiewiczem zaczął wydawać czasopismo „Letapis TBSz”, później „Biełaruski Letapis”, będący organem Towarzystwa Szkoły Białoruskiej. W okresie Białoruskiej SRR wydał szereg zbiorów folklorystycznych, które zawierały część z zebranych przez niego od 1910 roku ponad dwóch tysięcy białoruskich pieśni ludowych. W 1958 roku wydał zbiór Dzwiescie biełaruskich narodnych piesień, który stał się antologią klasycznej białoruskiej twórczości ludowej w najbardziej charakterystycznych jej przejawach. W latach 1959–1976 wydał cztery tomy zbioru Biełaruskija narodnyja pieśni, w których zawarł szeroki zakres gatunków ludowych i muzycznych, lokalnych rytmomelodycznych typów śpiewu, jednocześnie orientując się na ukazanie ogólnonarodowych cech białoruskiego folkloru muzycznego. Przygotował także publikację wydanej w latach 1971–1973 dwutomowej antologii Biełaruskija narodnyja pieśni (dla choru).

## Publicystyka
Grzegorz Szyrma zaczął występować w druku ze swoimi artykułami literaturoznawczymi i recenzjami w 1933 roku. Pisał dla „Letapisu TBSz” i „Biełaruskiego Letapisu”. Aktywnie współpracował jako publicysta z białoruskojęzyczną „Naszą Wolą” – legalną gazetą utworzoną z inicjatywy nielegalnej w Polsce KPZB. Do wybuchu II wojny światowej publikował swoje artykuły w lewicowym miesięczniku literacko-społecznym „Sygnały” (jego tekst pt. Biełaruskaja narodnaja pieśnia ukazał się 15 sierpnia 1939 roku). Publikował artykuły na temat świąt kalendarzowo-rolniczych, zwyczajów i pieśni ludowych na łamach wydawanego w Warszawie, dziecięcego lewicowego białoruskojęzycznego czasopisma „Snapok”. W Białoruskiej SRR był autorem przedmów do zbiorów pieśni, a także szeregu artykułów, w których wyrażał swoje poglądy estetyczne, zasady zbieracze i zdanie na temat pochodzenia poszczególnych gatunków folklorystycznych. Pisarz także artykuły literaturoznawcze na temat Jakuba Kołasa, Janki Kupały, Aleksandra Puszkina, Lwa Tołstoja i innych. Główna część jego twórczości publicystycznej został zebrana w książce Pesnia – dusza naroda, wydanej w 1976 roku (2. wydanie 1993).

## Twórczość artystyczna
Grzegorz Szyrma był inicjatorem stworzenia wielu znacznych utworów chórowych i wokalno-symfonicznych białoruskiej muzyki profesjonalnej. Interpretował chóry a cappella Georga Friedricha Händla, Piotra Czajkowskiego, Siergieja Taniejewa, Dmitrija Szostakowicza, monumentalne dzieła wokalno-orkiestrowe, w tym Wolfganga Amadeusa Mozarta i IX symfonię Beethovena. Napisał także obrazek sceniczny Zornym szlacham, którego rękopis przechowywany jest w Centralnej Bibliotece Akademii Nauk Litwy.

## Poglądy i oceny
W okresie powojennym Grzegorz Szyrma negatywnie odnosił się do procesu postępującej rusyfikacji zachodzącego w systemie oświaty i życiu społecznym Białoruskiej SRR. Zdaniem białoruskiego pisarza Uładzimira Arłoua jest jednym z tych białoruskich działaczy, których autorytet jest nieskazitelny, a jego imię zna na Białorusi prawie każdy, od intelektualistów do prostych ludzi.

## Nagrody
- Tytuł „Zasłużony Działacz Sztuk Białoruskiej SRR” (1946, ZSRR)[2];
- Tytuł „Ludowy Artysta Białoruskiej SRR” (1949, ZSRR);
- Tytuł „Ludowy Artysta ZSRR” (1955, ZSRR);
- Tytuł „Bohater Pracy Socjalistycznej” (1977, ZSRR; wraz z tytułem otrzymał Order Lenina, Medal Sierp i Młot oraz Gramotę Prezydium Rady Najwyższej ZSRR);
- Nagroda Państwowa Białoruskiej SRR (dwukrotnie, w latach 1966 i 1974; ZSRR)[1].

## Upamiętnienie
W Wilnie znajduje się tablica pamiątkowa ku czci Grzegorza Szyrmy. W 1986 roku powstał o nim film dokumentalny z A. Lisem według scenariusza Iwana Ciszczanki pt. Piesnia na usio życcio.

## Ciekawostki
Korespondencja z Grzegorzem Szyrmą przechowywana jest wśród zbiorów A. Szabalina i U. Koczatowa w Rosyjskim Państwowym Archiwum Literatury i Sztuki.
Czesław Miłosz jako pracownik Polskiego Radia w Wilnie nadawał koncerty dyrygowanego przez Szyrmę chóru, co miało rzekomo świadczyć o wrogości Miłosza wobec Polski. Te i inne oskarżenia przyczyniły się do odwołania go z radia.